# Chrysometa maculata
Chrysometa maculata là một loài nhện trong họ Tetragnathidae.
Loài này thuộc chi Chrysometa. Chrysometa maculata được miêu tả năm 1945 bởi Bryant.